# P3 Spel
P3 Spel är ett poddradioprogram i Sveriges Radio P3 om TV- och datorspel. Det leds av Effie Karabuda tillsammans med Victor Linnér. Effie Karabuda är också P3:s spelreporter och hörs bland annat i Morgonpasset och P3 Nyheter.
Tidigare programledare har varit Susanne Möller, Angelica Norgren, Elisabeth Bergqvist,Tobias Norström och Anton Vretander. Andra som också varit med är Josef Fares, Anton Berg och Victor Leijonhufvud.
Programmet hade premiär den 3 april 2011 och sändes ursprungligen söndagar, därefter lördagar för att senare flyttas till onsdagar. Programmet har både handlat om spelnyheter, spelrecensioner, men också spelrelaterade dokumentärer. Den 13 oktober 2020 rapporterade media att programmet skulle läggas ner till årsskiftet 2020–2021.. I januari 2021 började Effie Karabuda och i mars återlanserades podden, då också med Victor Linnér.
Efter nedläggningen årsskiftet 2020-2021 startade de tidigare programledarna Angelica, Elisabeth, Tobias och Anton Vretander den fristående podcasten Speljuntan. P3 Spel lades officiellt ner den 2 maj 2023, men redan de 5 maj samma år började det nya programmet P3 Tech i samma poddflöde som förutom att prata spel också omfattar tech-bevakning.

## Specialpoddar
Det har sänts ett antal pod-serier som djupdykt ett antal avsnitt inom e-sport för ett specifikt datorspel.
- LoLKoll i P3 följer e-sportsidan av League of Legends, allt från LCS till OGN, NLB och LPL.[10]

- Möt Madeleine "Maddelisk" Leander, tidigare Starcraft 2 proffs, och Victor Leijonhufvud i en poddserie i tio delar om strategispelet som gjorde e-sport stort på riktigt.[11]

- Angelica Norgren och e-sportlegendaren Emil "Heaton" Christensen tar sig an Counter-Strike i en poddserie i tio delar.[12]

- Specialpodd med fokus på Dota 2 med Angelica Norgren och tidigare världsmästaren Joakim "Akke" Akterhall som spelar i laget Alliance.[13]

- Angelica Norgren och den professionella spelaren Jon "Orange" Westberg dyker ner i det digitala kortspelet Hearthstone i en poddserie i tio delar.[14]

- Specialpodd med fokus på Overwatch med Angelica Norgren och Fnatic-spelaren Oliver “Vonethil” Lager.[15]